# Pieroszyce
Pieroszyce – nieistniejąca wieś i majątek na Białorusi. W XIX wieku majątek znajdował w powiecie sienneńskim.
Pieroszyce należały do rodziny Zdrojewskich. Przed rewolucją październikową dobra te należały do Zygmunta Zdrojewskiego. W majątku znajdował się dwór. Był to parterowy, drewniany dziewięcioosiowy budynek zbudowany na planie prostokąta, pochodzący z I połowy XIX wieku. W centralnej części frontu dworu znajdował się czterokolumnowy portyk podtrzymujący trójkątny szczyt. Dwór otaczał stary ogród spacerowy. Przed dworem był gazon.
Majątek Pieroszyce został opisany w 1. tomie Dziejów rezydencji na dawnych kresach Rzeczypospolitej Romana Aftanazego.